# Mediocalcar papuanum
Mediocalcar papuanum är en orkidéart som beskrevs av Richard Sanders Rogers. Mediocalcar papuanum ingår i släktet Mediocalcar och familjen orkidéer. Inga underarter finns listade i Catalogue of Life.